# Chlorophoneus
Chlorophoneus is een geslacht van zangvogels uit de familie Malaconotidae (bosklauwieren).

## Soorten
Het geslacht kent de volgende soorten:
- Chlorophoneus bocagei – Grijze bosklauwier
- Chlorophoneus kupeensis – Serles bosklauwier
- Chlorophoneus multicolor – Veelkleurige bosklauwier
- Chlorophoneus nigrifrons – Reichenows bosklauwier
- Chlorophoneus olivaceus – Olijfgroene bosklauwier
- Chlorophoneus sulfureopectus – Oranje bosklauwier